# Sebastian Balthasar
Sebastian Balthasar (ur. 30 sierpnia 1996 roku) – niemiecki kierowca wyścigowy.

## Kariera

### Starty w Niemczech
Balthasar rozpoczął karierę w wyścigach samochodowych w 2012 roku od startów ADAC Formel Masters. Z dorobkiem 37 punktów uplasował się tam na trzynastej pozycji w klasyfikacji generalnej. Rok później Niemiec startował w Niemieckiej Formule 3, gdzie uplasował się na dziesiątej pozycji. Jednak w klasyfikacji trofeum trzynastokrotnie był najlepszy, a dwudziestokrotnie plasował się w pierwszej trójce. Pozwoliło mu to zdobyć tytuł mistrzowski.

### Formuła Acceleration 1
W sezonie 2014 Niemiec reprezentował swój kraj w nowo utworzonej Formule Acceleration 1. W ciągu dziesięciu wyścigów, w których wystartował, trzykrotnie stawał na podium. Uzbierał łącznie 76 punktów. Dało mu to czwarte miejsce w końcowej klasyfikacji kierowców.

### Seria GP3
Również 2014 Niemiec wystartował w wybranych wyścigach serii GP3 z niemiecką ekipą Hilmer Motorsport. Wystartował łącznie w dziewięciu wyścigach, jednak nie zdobywał punktów. W drugim wyścigu w Budapeszcie uplasował się na siedemnastej pozycji, co było jego najwyższym wynikiem w sezonie. Został sklasyfikowany na 32 miejscu w końcowej klasyfikacji kierowców.

## Statystyki
| Sezon     | Seria                        | Zespół                  | Wyścigi | Zwycięstwa | PP | NO | Podium | Punkty | Pozycja |
| --------- | ---------------------------- | ----------------------- | ------- | ---------- | -- | -- | ------ | ------ | ------- |
| 2012      | ADAC Formel Masters          | G+J/Schiller Motorsport | 23      | 0          | 0  | 0  | 0      | 37     | 13      |
| 2012/2013 | MRF Challenge - Formula 2000 |                         | 4       | 0          | 0  | 0  | 0      | 9      | 19      |
| 2013      | ATS Formel 3 Cup             | GU-Racing               | 26      | 0          | 0  | 1  | 0      | 54     | 10      |
| 2013      | ATS Formel 3 Trophy          | GU-Racing               | 26      | 13         | 10 | 14 | 20     | 413    | 1       |
| 2014      | Formuła Acceleration 1       | Performance Racing      | 10      | 0          | 0  | 0  | 0      | 76     | 4       |
| 2014      | Seria GP3                    | Hilmer Motorsport       | 9       | 0          | 0  | 0  | 0      | 0      | 32      |

## Wyniki w GP3
| Legenda oznaczeń w tabelach wyników Wyświetl szablon na nowej stronie | Legenda oznaczeń w tabelach wyników Wyświetl szablon na nowej stronie                                                                     |
| Oznaczenie                                                            | Wyjaśnienie |
| --------------------------------------------------------------------- | --- |
| Złoty                                                                 | Zwycięzca lub mistrzostwo |
| Srebrny                                                               | 2. miejsce lub wicemistrzostwo |
| Brązowy                                                               | 3. miejsce lub II wicemistrzostwo |
| Zielony                                                               | Ukończył, punktował (w klasyfikacji generalnej, gdy zdobył co najmniej jeden punkt na przestrzeni sezonu, poza trzema powyższymi opcjami) |
| Niebieski                                                             | Ukończył, nie punktował (w klasyfikacji generalnej, gdy nie zdobył co najmniej jednego punktu na przestrzeni sezonu)                      |
| Czerwony                                                              | Nie zakwalifikował się (NZ) |
| Czerwony                                                              | Nie prekwalifikował się (NPK) |
| Różowy                                                                | Nie ukończył (NU) |
| Różowy                                                                | Niesklasyfikowany (NS) (w klasyfikacji generalnej, gdy nie został sklasyfikowany w żadnym wyścigu sezonu)                                 |
| Czarny                                                                | Zdyskwalifikowany (DK) |
| Czarny                                                                | Wykluczony (WYK/EX) |
| Biały                                                                 | Nie wystartował (NW) |
| Biały                                                                 | Kontuzjowany (K/INJ) |
| Biały                                                                 | Wyścig odwołany (OD/C) |
| Bez koloru                                                            | Został wycofany (WYC/WD) |
| Bez koloru                                                            | Nie przybył (NP/DNA) |
| Bez koloru                                                            | Nie brał udziału w treningach (NT/DNP) |
| Bez koloru                                                            | Nie został zgłoszony (–) |
| Pogrubienie                                                           | Start z pole position |
| Kursywa                                                               | Najszybsze okrążenie wyścigu |
| †                                                                     | Nie ukończył, ale jego rezultat został zaliczony ze względu na przejechanie więcej niż 90% dystansu wyścigu.                              |
| *                                                                     | Sezon w trakcie |
| 1/2/3                                                                 | Punktowana pozycja w sprincie kwalifikacyjnym                                                                                             |
| Lista systemów punktacji Formuły 1                                    | |

| Rok  | Zespół            | Wyniki w poszczególnych eliminacjach | Wyniki w poszczególnych eliminacjach | Wyniki w poszczególnych eliminacjach | Wyniki w poszczególnych eliminacjach | Wyniki w poszczególnych eliminacjach | Wyniki w poszczególnych eliminacjach | Wyniki w poszczególnych eliminacjach | Wyniki w poszczególnych eliminacjach | Wyniki w poszczególnych eliminacjach | Wyniki w poszczególnych eliminacjach | Wyniki w poszczególnych eliminacjach | Wyniki w poszczególnych eliminacjach | Wyniki w poszczególnych eliminacjach | Wyniki w poszczególnych eliminacjach | Wyniki w poszczególnych eliminacjach | Wyniki w poszczególnych eliminacjach | Wyniki w poszczególnych eliminacjach | Wyniki w poszczególnych eliminacjach | Punkty | Pozycja |
| ---- | ----------------- | ------------------------------------ | ------------------------------------ | ------------------------------------ | ------------------------------------ | ------------------------------------ | ------------------------------------ | ------------------------------------ | ------------------------------------ | ------------------------------------ | ------------------------------------ | ------------------------------------ | ------------------------------------ | ------------------------------------ | ------------------------------------ | ------------------------------------ | ------------------------------------ | ------------------------------------ | ------------------------------------ | ------ | ------- |
| 2014 | Hilmer Motorsport | ESP                                  | ESP                                  | AUT                                  | AUT                                  | GBR                                  | GBR                                  | DEU                                  | DEU                                  | HUN                                  | HUN                                  | BEL                                  | BEL                                  | ITA                                  | ITA                                  | RUS                                  | RUS                                  | ARE                                  | ARE                                  | 0      | 32      |
| 2014 | Hilmer Motorsport | -                                    | -                                    | -                                    | -                                    | 22                                   | NU                                   | 24                                   | 21                                   | NU                                   | 17                                   | 19                                   | NW                                   | NU                                   | NW                                   | -                                    | -                                    | -                                    | -                                    | 0      | 32      |